# 国道395号
国道395号（こくどう395ごう）は、岩手県久慈市から二戸市に至る一般国道である。

## 概要
久慈市新井田・湊立体交差点から夏井板橋交差点までの区間は国道45号の旧道である。

### 路線データ
一般国道の路線を指定する政令に基づく起終点および重要な経過地は次のとおり。
- 起点：久慈市（新井田、久慈I.C交差点 = 国道45号交点）
- 終点：二戸市（金田一、沖交差点 = 国道4号交点）
- 重要な経由地：岩手県九戸郡軽米町
- 総延長 : 58.0 km（重用延長を含む。）[2][注釈 2]
- 重用延長 : 9.1 km[2][注釈 2]
- 未供用延長 : なし[2][注釈 2]
- 実延長 : 48.9 km[2][注釈 2]
  - 現道 : 48.9 km[2][注釈 2]
  - 旧道 : なし[2][注釈 2]
  - 新道 : なし[2][注釈 2]
- 指定区間：なし[3]

## 歴史

### 国道指定以前
- 1954年（昭和29年）
  - 1月20日 - 県道福岡久慈線の一部が、久慈福岡線（岩手県九戸郡久慈町（現・久慈市） - 岩手県二戸郡福岡町（現・二戸市））として建設省（現・国土交通省）から主要地方道の指定を受ける[4]。
  - 8月16日 - 岩手県より久慈福岡線として県道に認定される[5]。
- 1976年（昭和51年）4月1日 - 県道久慈福岡線が、久慈二戸線として改めて主要地方道の指定を受ける[6]。

### 国道指定後
- 1982年（昭和57年）4月1日 - 一般国道395号（岩手県久慈市 - 岩手県二戸市）として指定[7]。
- 1997年（平成9年） - 軽米バイパス開通[8]。
- 2001年（平成13年）12月21日 - 小軽米バイパス開通[9]。

## 路線状況

### 通称
- 九戸街道

### バイパス
- 大野バイパス
- 小軽米バイパス
- 軽米バイパス
- 観音林バイパス

### 重複区間
- 国道340号（九戸郡軽米町軽米第13地割 - 九戸郡軽米町晴山・晴山中学校入口）

### 道路施設

#### 道の駅
- おおの（九戸郡洋野町）

## 地理

### 通過する自治体
- 岩手県
  - 久慈市 - 九戸郡洋野町 - 九戸郡軽米町 - 二戸市

### 交差する道路
- 国道45号・E45 八戸久慈自動車道（久慈道路） 久慈IC（久慈市新井田）
- 岩手県道125号陸中夏井停車場線（久慈市夏井町）
- 岩手県道279号侍浜夏井線（久慈市夏井町）
- 国道45号・E45 八戸久慈自動車道（久慈道路）久慈北IC（久慈市夏井町）
- 岩手県道153号侍浜停車場阿子木線（洋野町阿子木字長代）
- 青森県道・岩手県道11号八戸大野線（洋野町大野字金ヶ沢・大野バイパス）
- 岩手県道292号大野山形線（洋野町大野字源田）
- 岩手県道22号軽米九戸線（軽米町小軽米・小軽米バイパス）
- 岩手県道20号軽米種市線（軽米町上館字下増子内）
- 岩手県道42号戸呂町軽米線（軽米町上館字岩崎・軽米バイパス）
- 国道340号・八戸方面（軽米町軽米第13地割）
- E4A 八戸自動車道 軽米IC・岩手県道264号二戸軽米線（軽米町軽米第13地割字大日向）
- 岩手県道・青森県道33号軽米名川線（軽米町高家字向高家・晴高小学校前）
- 国道340号・九戸方面（軽米町晴山・晴山中学校入口・観音林バイパス）
- 国道4号 金田一バイパス（二戸市金田一字馬場）